# In a World Like This
In a World Like This es el octavo álbum de estudio del grupo estadounidense Backstreet Boys que fue lanzado el 30 de julio de 2013. Su álbum anterior, This is Us, fue lanzado en el 2009. Este será el primer álbum con los cinco miembros originales de nuevo ya que Kevin Richardson   abandonó el grupo en el 2006 para centrarse en su familia y dedicarsea otros intereses. Richardson regresó permanentemente al grupo en el 2012. También será su primer disco luego de separarse de su compañía discográfica Jive Records.
El 20 de mayo de 2013, el grupo lanzó una canción promocional del álbum titulado "Permanent Stain". La canción se puede descargar de forma gratuita con la compra de un boleto para el Tour. El primer sencillo del álbum, también titulado "In a World Like This" fue lanzado el 25 de junio de 2013.

## Antecedentes
En mayo de 2010, los Backstreet Boys dejaron su sello discográfico desde hace mucho tiempo, Jive. El grupo estaba tratando de firmar con Interscope Records, pero los miembros no lograron ponerse de acuerdo sobre el contrato. En junio de 2010, Nick Carter reveló que habían comenzado a trabajar en nuevo material para el próximo álbum y Brian Littrell dijo en otra entrevista que estaban planeando lanzar el álbum a principios de 2011.
Sin embargo, a finales de 2010 se asoció con New Kids on the Block en una gira conjunta llamada NKOTBSB prevista para 2011 y que tuvo que hacer retroceder a la publicación del álbum, ya que tenía que encontrar tiempo para trabajar en el álbum. En marzo de 2011, durante una conferencia de prensa en Vietnam, el grupo afirmó que por primera vez en la historia tenían el control creativo completo porque ya no trabajaban con Jive.
En noviembre de 2011, después de la etapa de NKOTBSB Tour en Estados Unidos, Carter dijo en una entrevista que estaban esperando para conseguir un sencillo en la primavera de 2012. Sin embargo, la inesperada muerte de Leslie, hermana de Carter, a final de enero de 2012 hizo que el grupo una vez más aplazar la grabación, hasta el final de febrero de 2012 para darle tiempo para hacer frente a su pérdida. Howie Dorough dijo a finales del mes que iban a tratar de lanzar el álbum en el 2012 o 2013 a más tardar.
En abril de 2012, una semana antes del inicio de la etapa europea de la gira NKOTBSB, el grupo, junto con Kevin Richardson, fueron a Londres para reunirse con el productor Martin Terefe y escribir algunas canciones.El 29 de abril de 2012, Richardson reafirmó que se había unido al grupo de forma permanente.
En julio de 2012, los cinco miembros se mudaron a una casa juntos por sí mismos en Londres para trabajar en el nuevo álbum.

## Estilo de música
En julio de 2012, Richardson dijo en una entrevista que el álbum seriá auténtico y personal, y que esperaban que Terefe produzca la totalidad del expediente. También contó que escribió mucho sobre ella y muchas de las canciones se basan en sus propias experiencias de vida. Richardson también reveló que escribió una canción sobre su hijo. "Queremos que sea un álbum personal acerca de lo que está pasando en nuestras vidas ahora. AJ está a punto de ser padre. Howie, Brian y yo somos padres ya. Así que estamos tratando de hacer un registro personal." Nick Carter contó en agosto de 2012, que la producción estadounidense / Finlandia / de cantautores de Buena Voluntad y MGI, habían estado trabajando en un proyecto en solitario de McLean, publicado en su página web y que también estaban trabajando en algunas canciones para el próximo álbum de los Backstreet Boys. Carter también trabajó con Lucas Hilbert, Geo Slam, y Porcelain Black en septiembre, para el nuevo álbum de Backstreet Boys.
El álbum es una mezcla de pop moderno, adulto contemporáneo y la música de baile, como lo demuestra en "Try", "Madeleine" y "Trust Me".

## Sencillos
"In a World Like This" fue lanzado como primer sencillo del álbum de estudio el 25 de junio de 2013. El sencillo alcanzó el #34 en el Adult Pop Songs, #35 en el Hot Dance Club Song, en la posición #3 en Francia, el #20 en Bélgica, el #100 en Alemania, el #6 en Japón, el #23 en Corea del Sur, el #1 en Taiwán y en el #155 en el Reino Unido.
"Madeliene" fue lanzado como sencillo solamente en Italia. Fue enviado oficialmente a las estaciones de radio en Italia el 18 de octubre de 2013.
"Show Em (What You're Made Of)"  fue lanzado como el segundo sencillo en general. Un video musical fue filmado en octubre de 2013.

## Lista de canciones
| In a World Like This |                                  | |                   |          |  |
| N.º                  | Título                           | Escritor(es)                                                                                                 | Productor (es)    | Duración |  |
| 1.                   | «In a World Like This»           | Max Martin, Kristian Lundin, Savan Kotecha                                                                   | Martin, Lundin    | 3:40     |  |
| 2.                   | «Permanent Stain»                | Nick Carter, Morgan Taylor Reid, Mika Guillory                                                               | Taylor            | 3:55     |  |
| 3.                   | «Breathe»                        | Martin Terefe, Andreas Olsson, A.J. McLean, Brian Littrell, Howie Dorough, Nick Whitecross, Magne Furuholmen | Terefe            | 3:50     |  |
| 4.                   | «Madeleine»                      | Terefe, Sacha Skarbek                                                                                        | Terefe            | 4:05     |  |
| 5.                   | «Show 'Em (What You're Made Of)» | Taylor, Guillory, McLean, Kevin Richardson                                                                   | Taylor            | 3:44     |  |
| 6.                   | «Make Believe»                   | Dan Muckala, Shackle, Carter, Richardson, Dorough                                                            | Muckala           | 4:46     |  |
| 7.                   | «Try»                            | Terefe, James Bryan, James Morrison, Kyle Riabko                                                             | Terefe            | 3:22     |  |
| 8.                   | «Trust Me»                       | Terefe, Bryan, Justin Nozuka                                                                                 | Terefe            | 3:47     |  |
| 9.                   | «Love Somebody»                  | Justin Trugman, Jaakko Manninen, Jordan Omley, Carter, Dorough                                               | Trugman, Manninen | 3:26     |  |
| 10.                  | «One Phone Call»                 | Taylor, Dorough, Sean Douglas                                                                                | Taylor            | 3:51     |  |
| 11.                  | «Feels Like Home»                | Muckala, Bryan Shackle, Carter, Dorough, Richardson                                                          | Muckala           | 3:25     |  |
| 12.                  | «Soldier»                        | Taylor, Guillory, Dorough, Carter                                                                            | Taylor            | 3:52     |  |

| Bonus Track iTunes Store |                 |                                               |                |          |  |
| N.º                      | Título          | Escritor(es)                                  | Productor (es) | Duración |  |
| 13.                      | «Hot, Hot, Hot» | Terefe, Glen Scott, Dorough, Littrell, Carter | Terefe         | 3:26     |  |

| Bonus Track Edición Japón |            |                                         |                |          |  |
| N.º                       | Título     | Escritor(es)                            | Productor (es) | Duración |  |
| 13.                       | «Light On» | Muckala, Carter, Richardson, Jess Cates | Muckala        | 4:06     |  |

| Bonus Track Edición Especial Hong Kong, Taiwán, México y Target |                |                                                      |                |          |  |
| N.º                                                             | Título         | Escritor(es)                                         | Productor (es) | Duración |  |
| 13.                                                             | «In Your Arms» | Dorough, Carter, Taylor, Guillory                    | Taylor         | 3:45     |  |
| 14.                                                             | «Take Care»    | Terefe, Lowell Boland, Glen Scott, Dorough, Littrell | Terefe         | 3:26     |  |

## Posiciones en las listas
| Lista                                   | Máxima posición alcanzada |
| --------------------------------------- | ------------------------- |
| Australian Albums (ARIA)                | 30                        |
| Austrian Albums (Ö3 Austria Top 40)     | 8                         |
| Belgian Albums (Flanders)               | 17                        |
| Belgian Albums (Wallonia)               | 37                        |
| Canadian Albums (Canadian Albums Chart) | 2                         |
| Danish Albums (IFPI Danmark)            | 23                        |
| Dutch Albums (MegaCharts)               | 1                         |
| German Albums (Media Control Charts)    | 3                         |
| Italian Albums (FIMI)                   | 24                        |
| Korean Albums (Gaon charts)             | 22                        |
| Spanish Albums (PROMUSICAE)             | 5                         |
| Swiss Albums(Swiss Hitparade)           | 1                         |
| Taiwanese Albums (G-Music)              | 1                         |
| UK Albums (OCC)                         | 16                        |
| U.S. Billboard 200                      | 5                         |
| U.S. Independent Albums                 | 3                         |
| U.S. Digital Albums                     | 7                         |

## Premios y nominaciones
| Año                    | Award                                | Categoría | Resultado |
| ---------------------- | ------------------------------------ | --------- | --------- |
| 2013                   |                                      |           |           |
| World Music Awards     | World's Best Live Act                | Pendiente |           |
| World Music Awards     | World's Best Group                   | Pendiente |           |
| World Music Awards     | World's Best Entertainer of the Year | Pendiente |           |
| Pop Crush Music Awards | Best Summer Album                    | Nom       |           |
| Pop Crush Music Awards | Best Summer Tour                     | Nom       |           |
| Pop Crush Music Awards | Pop Clash Hall of Fame               | Won       |           |

## Historial de versiones
| País           | Fecha                | Edición(s)           | Etiqueta                      |
| -------------- | -------------------- | -------------------- | ----------------------------- |
| Japón          | 24 de julio de 2013  | CD, digital download | Sony Music Japan              |
| Reino Unido    | 29 de julio de 2013  | CD, digital download | K-BAHN, BMG Rights Management |
| Estados Unidos | 30 de julio de 2013  | CD, digital download | K-BAHN, BMG Rights Management |
| Australia      | 2 de agosto de 2013  | Digital download     | Cooking Vinyl                 |
| Australia      | 9 de agosto de 2013  | CD                   | Cooking Vinyl                 |
| Alemania       | 2 de agosto de 2013  | CD, digital download | K-BAHN, BMG Rights Management |
| Sudáfrica      | 2 de agosto de 2013  | Digital download     |                               |
| Sudáfrica      | 23 de agosto de 2013 | CD                   |                               |
| Hong Kong      | 9 de agosto de 2013  | CD, digital download | Love Da Records               |
| Taiwán         | 9 de agosto de 2013  | CD, digital download | Love Da Records               |
| Singapur       | 9 de agosto de 2013  | CD, digital download | Love Da Records               |
| Malasia        | 9 de agosto de 2013  | CD, digital download | Love Da Records               |
| Corea          | 12 de agosto de 2013 | Digital download     | Sony Music Korea              |
| Corea          | 22 de agosto de 2013 | CD                   | Sony Music Korea              |
| México         | 15 de agosto de 2013 | CD, digital download |                               |
| Rusia          | 26 de agosto de 2013 | CD, digital download |                               |